# Călnaci, Harghita
Călnaci (în maghiară: Kalnács) este un sat în comuna Subcetate din județul Harghita, Transilvania, România.
 Acest articol despre o localitate din județul Harghita este deocamdată un ciot. Puteți ajuta Wikipedia prin completarea lui.